# فاليري ميخائيلوفيتش ماليشيف
فاليري ميخائيلوفيتش ماليشيف (بالروسية: Малышев, Валерий Михайлович)‏ هو لاعب كرة قدم روسي في مركز الهجوم، ولد في 27 مارس 1980 في فلاديمير في روسيا. لعب مع نادي تيومين ‏.

## وصلات خارجية
- فاليري ميخائيلوفيتش ماليشيف على موقع Soccerway.com (الإنجليزية)